# داميانو لونغي
داميانو لونغي (بالإيطالية: Damiano Longhi)‏ هو لاعب كرة قدم إيطالي في مركز الوسط، ولد في 27 سبتمبر 1966 في فاينزا في إيطاليا. لعب مع نادي إيركوليس ونادي بادوفا ونادي بيسكارا ونادي تريفيزو ونادي ريجيانا 1919 ونادي فيورينزولا 1922 ونادي مودينا.

## وصلات خارجية
- داميانو لونغي على موقع قاعدة بيانات كرة القدم.إي يو (الإنجليزية)
- داميانو لونغي على موقع عالم كرة القدم.نت (الإنجليزية)